# Corynanthera flava
Corynanthera flava är en myrtenväxtart som beskrevs av John William Green. Corynanthera flava ingår i släktet Corynanthera och familjen myrtenväxter. Inga underarter finns listade i Catalogue of Life.